# Sommer-Paralympics 2016/Teilnehmer (Samoa)
| stlisierte Goldmedaille | stlisierte Silbermedaille | stlisierte Bronzemedaille |
| ----------------------- | ------------------------- | ------------------------- |
| —                       | —                         | —                         |

Samoa entsendete zu den Paralympischen Sommerspielen 2016 in Rio de Janeiro zwei Athleten, einen Mann und eine Frau. 

## Leichtathletik

### Männer
| Athleten      | Wettbewerb       | Weite   | Rang |
| ------------- | ---------------- | ------- | ---- |
| Alefosio Laki | Diskuswurf (F37) | 33,53 m | 12   |

### Frauen
| Athleten     | Wettbewerb          | Weite   | Rang |
| ------------ | ------------------- | ------- | ---- |
| Maggie Aiono | Diskuswurf (F43/44) | 19,56 m | 11   |